# Alain Boutot
 (février 2019).
Si vous disposez d'ouvrages ou d'articles de référence ou si vous connaissez des sites web de qualité traitant du thème abordé ici, merci de compléter l'article en donnant les références utiles à sa vérifiabilité et en les liant à la section « Notes et références ».
Alain Boutot philosophe et traducteur français né en 1953, Ancien élève de l'École polytechnique, agrégé de philosophie, professeur à l'université de Grenoble-II, germaniste, spécialiste de l'œuvre de Martin Heidegger.

## Publications
- Heidegger, Paris, PUF, coll. « Que sais-je ? » (no 2480), 1989.
- La pensée allemande moderne, Paris, PUF, coll. « Que sais-je ?», 1995
- L'invention des formes, O. Jacob, 1993.
- Heidegger et Platon. Le problème du nihilisme, Paris, PUF, 1987.

## Traductions
- Martin Heidegger, Méditation, Paris, Gallimard, 2019.
- Martin Heidegger, Ontologie. Herméneutique de la factivité, Paris, Gallimard, 2012.
- Martin Heidegger, Les Prolégomènes à l'histoire du concept du Temps, Paris, Gallimard, coll. « Bibliothèque de Philosophie », 2006.
- Martin Heidegger, Concepts fondamentaux de la philosophie antique, Paris, Gallimard, coll. « Bibliothèque de Philosophie », 2003.
- Heidegger. De l'essence de la vérité, Gallimard, 2001.